# Włodzimierz Bogucki
Włodzimierz Jan Bogucki (ur. 17 lutego 1928 w Stanisławowie, zm. 12 marca 2014 w Zielonej Górze) – polski działacz społeczny oraz działacz opozycji demokratycznej w okresie PRL. Honorowy Obywatel Zielonej Góry.

## Życiorys
W okresie PRL był działaczem opozycji, w 1980 r., był jednym ze współorganizatorów Komitetu Założycielskiego NSZZ „Solidarność” przy Urzędzie Wojewódzkim w Zielonej Górze. Po wprowadzeniu stan wojennego, internowany w okresie od 13 grudnia 1981 do 16 lutego 1982 r. Przebywał wówczas w Areszcie Śledczym w Zielonej Górze oraz Zakładzie Karnym we Wrocławiu. Po zwolnieniu z internowania był do 1988 r., jednym z czołowych członków Koła Represjonowanych w Stanie Wojennym, działającego potajemnie na terenie Zielonej Góry.
W 1989 r., piastował funkcję przewodniczącego Komitetu Obywatelskiego NSZZ „Solidarność” w Zielonej Górze. Po przemianach demokratycznych udzielał się jako działacz społeczny był między innymi założycielem i prezesem honorowym Związku Stowarzyszeń Osób Represjonowanych w latach 1980–1990 z siedzibą w Gdańsku, prezesem Zarządu Głównego Stowarzyszenia Osób Represjonowanych w Stanie Wojennym oraz prezesem Lubuskiej Rodziny Katyńskiej. Przyczynił się między innymi do powstania pomników Krzyża Katyńskiego i Golgoty Wschodu na cmentarzu komunalnym w Zielonej Górze.

## Wybrane odznaczenia
- Krzyż Wolności i Solidarności
- Medal „Pro Memoria” (2004)
- Złoty Medal „Opiekun Miejsc Pamięci Narodowej” (2000)
- Krzyż Zesłańców Sybiru (2002)
- Krzyż Zasługi „Semper Fidelis” (2005)